# Ovar
Ovar DmTE é uma cidade portuguesa, situada no distrito de Aveiro, região Centro e sub-região Região de Aveiro, com 17 925 habitantes (2021).
É sede do Município de Ovar com 147,70 km² de área e 55 398 habitantes (2011), correspondendo a uma densidade populacional de 375,1 habitantes/km², estando subdividido em 5 freguesias. O município é limitado a norte pelo município de Espinho, a nordeste por Santa Maria da Feira, a leste por Oliveira de Azeméis, a sul por Estarreja e Murtosa e a oeste pelo Oceano Atlântico, que banha perto de 15 km da sua costa, contribuindo para um clima ameno e praias agradáveis.
Antigo porto salineiro e de pesca, na Idade Média, este aglomerado populacional existirá desde o século X, sendo sede de concelho desde 1251 e cidade desde 1984.
Atualmente, Ovar destaca-se nas áreas da indústria, cultura e turismo, sendo principalmente conhecida pelo seu pão-de-ló e carnaval.

## História

### Toponímia
O nome "Ovar" é um vocábulo invulgar, não existindo outra povoação em Portugal (ou no estrangeiro) com esta designação. A primeira referência, conhecida, a este nome, é feita numa carta de 12 de junho 922, de Ordonho II da Galiza e Leão, na qual são doados ao Mosteiro de Crestuma "bens consideráveis, entre os quais se contam a igreja de S. Donato e a igreja de S. João". No documento, este local é referido como porto de obal, nome que faz referência ao então rio Obal (ou Obar), atual rio Cáster.

### Origens

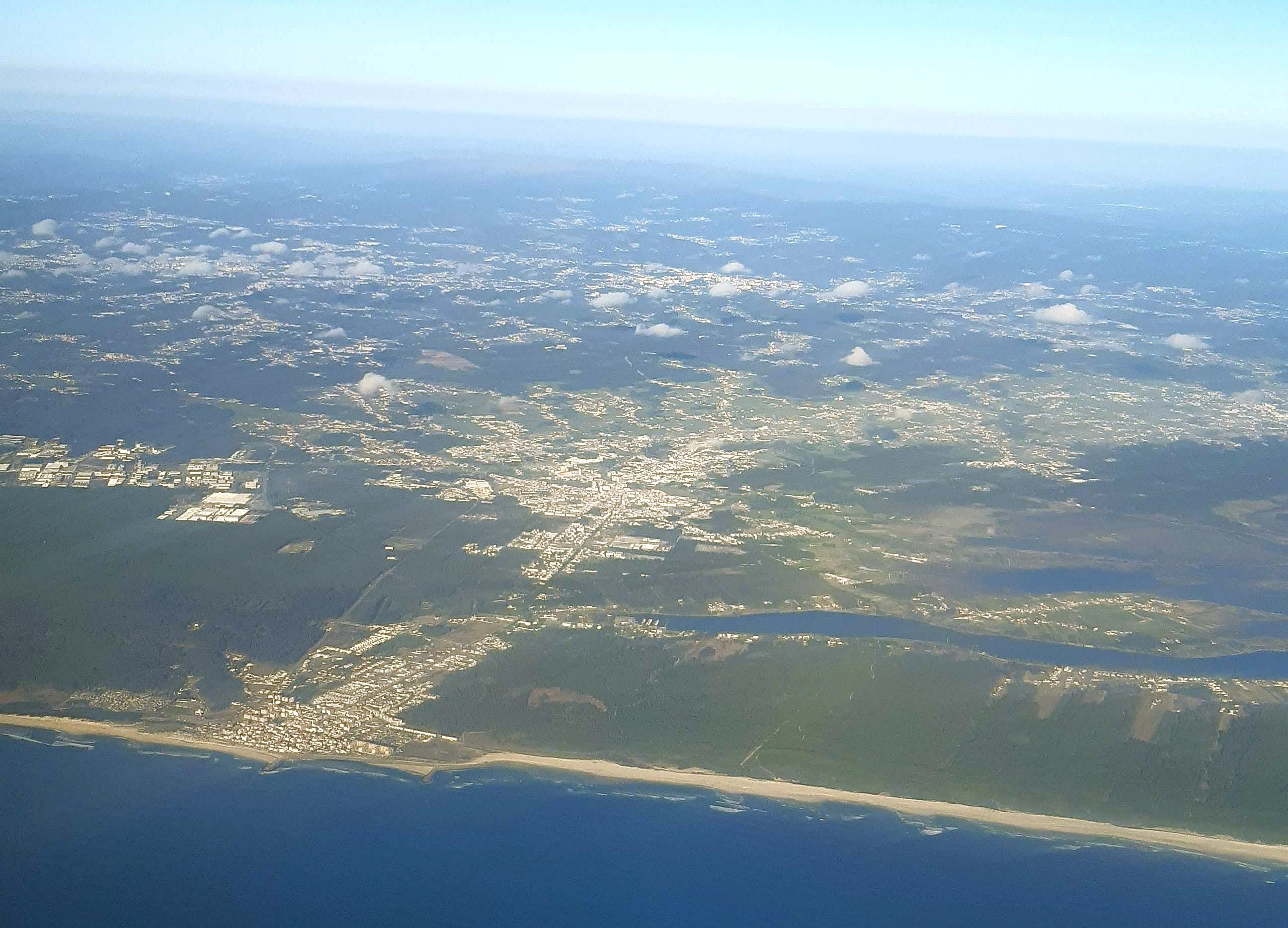
Vista aérea de Ovar, em 2023.

O litoral de Ovar encontrava-se compreendido no maior segmento de costa baixa e lisa do país, mas nem sempre isso aconteceu, porque primitivamente a ria não existia e o mar avançava mais para o interior, formando uma baía. Aliás, segundo Amorim Girão, Alberto Souto e Jaime Cortesão, todos os terrenos do concelho de Ovar, a oeste da linha do caminho-de-ferro (actualmente a estação da CP de Ovar dista cerca de 5.200 metros do litoral, estando a uma altitude de 17,24 metros do nível do mar) foram domínio do mar.[carece de fontes?]
A formação da Ria é contraditória, pois há quem lhe dê uma longevidade de quatro milénios, mas também quem lhe aponte os meados do século X ou mesmo XI, como início da sua sedimentação. Tudo leva a crer que, no século X, a linha da costa passava em Ovar. No entanto, o afastamento progressivo da linha da maré fez com que Ovar ficasse cada vez mais no interior, decaindo como porto de mar.[carece de fontes?]
Porto salineiro e de pesca na Idade Média, terá resultado da aglutinação de vários lugares, entre os quais a vila de Cabanões (28 de abril de 1026), São Donato (1101) e de Ovar (24 de fevereiro de 1046).[carece de fontes?]
Antigamente era o cabido da sé do Porto que lhe apresentava o parocho, com o titulo de vigário. O primeiro abbade foi o actual, collado em 7 de fevereiro de 1854. O padroado da egreja de S. Christovào de Cabanôes (Ovar) o deu D. Affonso m, em agosto de 1250, ao bispo do Porto D. Vicente e ao seu cabido, em troca de Sancta Maria do Lamegal. D. Diniz confirmou este escambo por carta regia de 9 de junho de 1292. Em 12 de setembro de 1446, por accordo entre o bispo do Porto, D. João de Azevedo, e o cabido da sua sé, ficou pertencendo a este. Paulo n confirmou este contracto em junho de 1468, pela bulia Pastor alis officii.[carece de fontes?]
Ovar constituiu-se em Concelho desde 1251, com foral passado por Manuel I de Portugal em 10 de fevereiro de 1514. Já era vila em 1600, e tinha dois juízes ordinários, três vereadores, três escrivães do judicial e notas, e quatro companhias de ordenanças.
Nos séculos XVIII e XIX destacou-se pela atividade piscatória, tendo os seus pescadores povoado grande parte do litoral português, fundado a Torreira, As Areias (São Jacinto), Espinho, e fixando-se ainda na Afurada, na Caparica, em Olhão, Paramos e no Ribatejo.[carece de fontes?]
Em 1877, a freguesia de Ovar tinha 2 776 fogos, e 10 359 habitantes.
Por ter resistido aos monárquicos à época da chamada "Traulitânia" (1919), a vila foi feita Oficial da Ordem Militar da Torre e Espada, do Valor, Lealdade e Mérito a 26 de Abril de 1919.
Ovar foi elevada a cidade em 1984, pela lei n.º 9/84, de 28 de Junho.

### Séc. XXI

Um dos pontos de controlo da cerca sanitária que cercou o município, durante a Pandemia de COVID-19.

Entre 17 de março e 17 de abril de 2020, foi decretado no município de Ovar o estado de calamidade pública, tendo decorrido na sua área geográfica uma quarentena, implementada através de uma cerca sanitária, devido à pandemia de COVID-19. Durante este período, os acessos rodoviários ao município foram controlados por patrulhas da GNR e PSP, e os comboios da CP não efetuaram paragens em nenhuma das estações e apeadeiros do município. Esta medida foi implementada devido ao elevado número de casos de contagio que foram confirmados no município, numa fase ainda prematura da pandemia em Portugal. Em 10 de abril de 2020, Ovar era o décimo município do país com mais casos de contágio confirmados (275). Durante o desenrolar do cerco sanitário, existiram frequentes discrepâncias entre os números diários de casos anunciados pela Câmara Municipal de Ovar e pela Direção Geral de Saúde. Até ao final do cerco sanitário, a pandemia de COVID-19 provocou em Ovar 25 vítimas mortais e entre 498 (DGS) e 604 (CMO) casos de infeção confirmada dependendo da fonte.

## Município
O município de Ovar é um dos 19 municípios que constituem o distrito de Aveiro, ocupando neste, uma posição excêntrica, no litoral norte.
Pertencente à Diocese do Porto, é composto por 5 freguesias - União das Freguesias de Ovar, São João, Arada e São Vicente de Pereira Jusã; Esmoriz; Válega; Cortegaça e Maceda.
Com uma área de 149.88km2 e 15 km de costa Atlântico, o município beneficia da sua excelente localização relativamente à cidade de Aveiro (35 km a sul) e do Porto (35 km a norte).

### Freguesias

Freguesias do município de Ovar

O município de Ovar está dividido em 5 freguesias:
- Cortegaça
- Esmoriz
- Maceda
- União das Freguesias de Ovar, São João, Arada e São Vicente de Pereira Jusã
- Válega

O município é composto por quatro vilas: Cortegaça, Maceda, São João de Ovar e Válega, e duas cidades: Ovar (sede do município) e Esmoriz. Maceda foi a última sede de freguesia do município a ser elevada à categoria de vila (1999).

### Área Geográfica
Situando-se no extremo sul do município, Ovar localiza-se numa planície, ocupando uma área aproximada de 53 km² .
Espraiando-se entre a beira-mar e a Ria, a sua Praça da República dista mais ou menos 4.600 metros da costa marítima e, em relação aquela laguna 2 km do cais da Ribeira e 2.650 metros do cais do Carregal.
É uma freguesia de casas compactas com numerosas ruas e largos, mas ao mesmo tempo uma povoação alongada com casas ao longo das vias de comunicação que a cortam.

### Habitantes
Os habitantes ou naturais de Ovar são denominados Ovarenses ou Vareiros, já que vareiros ou varinos são todos os indivíduos da beira-mar entre Aveiro e Porto aproximadamente. Com cerca de 30 000 habitantes, esta cidade tem sofrido grandes desenvolvimentos.

#### População LGBT
Nos últimos anos, têm ocorrido diversas iniciativas para fomentar uma cultura que privilegie a inclusão e sensibilização para as populações LGBT na cidade:
- Em 2019, celebrou-se pela primeira vez o Dia Internacional do Orgulho LGBT em Ovar. A bandeira arco-íris foi içada na Praia do Furadouro como gesto de apoio à população LGBT do município. Esta ação resultou de uma colaboração entre a Câmara Municipal de Ovar e um grupo de ativismo estudantil da Escola Secundária Júlio Dinis.[22]
- Em 17 de maio de 2023 celebrou-se o Dia Internacional Contra a Homofobia, Transfobia e Bifobia. A bandeira progressista do orgulho e a bandeira trans foram içadas na Praia de Esmoriz como ato de solidariedade e para sensibilizar sobre os desafios enfrentados pela comunidade LGBT. Esta ação teve lugar em conjunto com a iniciativa da AMPLOS Porto e contou com a participação do presidente da Câmara Municipal, Salvador Malheiro.[23]
- Em 22 de junho de 2023, ocorreu a primeira Marcha do Orgulho LGBTQIA+ de Ovar,[24][25] marcando um momento histórico para a região, que incluiu festas de angariação, reuniões e encontros sociais, com a presença de cerca de 200 pessoas.[26]

## Evolução da População do Município
| Número de habitantes | Número de habitantes | Número de habitantes | Número de habitantes | Número de habitantes | Número de habitantes | Número de habitantes | Número de habitantes | Número de habitantes | Número de habitantes | Número de habitantes | Número de habitantes | Número de habitantes | Número de habitantes | Número de habitantes | Número de habitantes |
| -------------------- | -------------------- | -------------------- | -------------------- | -------------------- | -------------------- | -------------------- | -------------------- | -------------------- | -------------------- | -------------------- | -------------------- | -------------------- | -------------------- | -------------------- | -------------------- |
| 1864                 | 1878                 | 1890                 | 1900                 | 1911                 | 1920                 | 1930                 | 1940                 | 1950                 | 1960                 | 1970                 | 1981                 | 1991                 | 2001                 | 2011                 | 2021                 |
| 21 526               | 22 684               | 25 217               | 25 605               | 27 510               | 26 736               | 29 970               | 30 657               | 33 348               | 35 320               | 40 615               | 45 378               | 49 659               | 55 198               | 55 398               | 54 953               |

(Número de habitantes que tinham a residência oficial neste município à data em que os censos  se realizaram.)
| Número de habitantes por Grupo Etário | Número de habitantes por Grupo Etário | Número de habitantes por Grupo Etário | Número de habitantes por Grupo Etário | Número de habitantes por Grupo Etário | Número de habitantes por Grupo Etário | Número de habitantes por Grupo Etário | Número de habitantes por Grupo Etário | Número de habitantes por Grupo Etário | Número de habitantes por Grupo Etário | Número de habitantes por Grupo Etário | Número de habitantes por Grupo Etário | Número de habitantes por Grupo Etário | Número de habitantes por Grupo Etário |
| ------------------------------------- | ------------------------------------- | ------------------------------------- | ------------------------------------- | ------------------------------------- | ------------------------------------- | ------------------------------------- | ------------------------------------- | ------------------------------------- | ------------------------------------- | ------------------------------------- | ------------------------------------- | ------------------------------------- | ------------------------------------- |
|                                       | 1900                                  | 1911                                  | 1920                                  | 1930                                  | 1940                                  | 1950                                  | 1960                                  | 1970                                  | 1981                                  | 1991                                  | 2001                                  | 2011                                  | 2021                                  |
| 0-14 Anos                             | 8 670                                 | 9 889                                 | 9 063                                 | 9 438                                 | 9 772                                 | 10 219                                | 11 381                                | 13 500                                | 13 118                                | 10 925                                | 10 000                                | 8 583                                 | 6 812                                 |
| 15-24 Anos                            | 4 283                                 | 4 609                                 | 4 736                                 | 5 521                                 | 5 154                                 | 5 641                                 | 5 536                                 | 6 375                                 | 8 365                                 | 9 075                                 | 8 070                                 | 6 286                                 | 5 980                                 |
| 25-64 Anos                            | 10 162                                | 10 663                                | 10 809                                | 12 277                                | 12 735                                | 14 254                                | 15 269                                | 16 600                                | 19 518                                | 24 348                                | 30 292                                | 31 721                                | 30 361                                |
| > 65 Anos                             | 1 756                                 | 1 869                                 | 1 751                                 | 2 012                                 | 2 518                                 | 2 891                                 | 3 134                                 | 3 490                                 | 4 377                                 | 5 311                                 | 6 836                                 | 8 808                                 | 11 800                                |

(Obs: De 1900 a 1950 os dados referem-se à população presente no município à data em que eles se realizaram Daí que se registem algumas diferenças relativamente à designada população residente)

## Política

### Presidentes de Câmara Municipal
- 2024-presente: Domingos Silva (PPD/PSD)[29]
- 2013-2024: Salvador Malheiro (PPD/PSD)[30][31]
- 2005-2013: Manuel Alves de Oliveira (PS)[32]
- 1993-2005: Armando França Rodrigues Alves (PS)[33][34]
- 1985-1993: José Augusto Pinheiro Guedes da Costa (PPD/PSD)[35][36]
- 1982-1985: Fernando Raimundo Rodrigues (PPD/PSD)[37]
- 1979-1982: Manuel Fernandes Silva (PPD/PSD)[38]
- 1976-1979: Fernando Raimundo Rodrigues (PPD/PSD)[39]

### Eleições autárquicas[40]
| Data | %       | V       | %     | V     | %            | V            | %       | V       | %    | V    | %              | V      | %              | V   | %              | V   | %              | V   | %       | V       | %  | V  | %  | V  | %   | V   | Participação |                |
| Data | PPD/PSD | PPD/PSD | PS    | PS    | FEPU/APU/CDU | FEPU/APU/CDU | CDS-PP  | CDS-PP  | GDUP | GDUP | UDP/BE         | UDP/BE | PRD            | PRD | PSN            | PSN | GCE            | GCE | PSD/CDS | PSD/CDS | NC | NC | CH | CH | PPM | PPM | Participação |                |
| ---- | ------- | ------- | ----- | ----- | ------------ | ------------ | ------- | ------- | ---- | ---- | -------------- | ------ | -------------- | --- | -------------- | --- | -------------- | --- | ------- | ------- | -- | -- | -- | -- | --- | --- | ------------ | -------------- |
| Data | 1976    | 35,55   | 3     | 33,13 | 2            | 11,51        | 1       | 11,49   | 1    | 4,26 | -              |        |                |     |                |     |                |     |         |         |    |    |    |    |     |     |              | 61,52 / 100,00 |
| 1979 | 43,23   | 3       | 25,31 | 2     | 13,12        | 1            | 12,15   | 1       |      |      | 2,93           | -      | 68,26 / 100,00 |     |                |     |                |     |         |         |    |    |    |    |     |     |              |                |
| 1982 | 40,65   | 3       | 32,56 | 3     | 13,31        | 1            | 8,39    | -       | 1,20 | -    | 64,20 / 100,00 |        |                |     |                |     |                |     |         |         |    |    |    |    |     |     |              |                |
| 1985 | 38,05   | 3       | 15,26 | 1     | 11,18        | 1            | 23,56   | 2       | 1,09 | -    | 7,75           | -      | 61,14 / 100,00 |     |                |     |                |     |         |         |    |    |    |    |     |     |              |                |
| 1989 | 44,86   | 4       | 24,55 | 2     | 5,23         | -            | 20,63   | 1       | 1,44 | -    |                |        | 59,75 / 100,00 |     |                |     |                |     |         |         |    |    |    |    |     |     |              |                |
| 1993 | 41,34   | 3       | 44,05 | 4     | 4,37         | -            | 4,68    | -       | 1,12 | -    | 1,62           | -      | 61,79 / 100,00 |     |                |     |                |     |         |         |    |    |    |    |     |     |              |                |
| 1997 | 33,53   | 3       | 53,06 | 4     | 3,47         | -            | 3,27    | -       | 0,90 | -    |                |        | 59,46 / 100,00 |     |                |     |                |     |         |         |    |    |    |    |     |     |              |                |
| 2001 | 34,99   | 3       | 44,71 | 4     | 6,31         | -            | 5,50    | -       | 3,31 | -    | 57,76 / 100,00 |        |                |     |                |     |                |     |         |         |    |    |    |    |     |     |              |                |
| 2005 | 34,95   | 3       | 41,19 | 4     | 5,58         | -            | 2,18    | -       | 4,44 | -    | 6,39           | -      | 59,53 / 100,00 |     |                |     |                |     |         |         |    |    |    |    |     |     |              |                |
| 2009 | CDS-PP  | CDS-PP  | 48,98 | 4     | 4,86         | -            | PPD/PSD | PPD/PSD | 9,40 | -    |                |        | 33,31          | 3   | 58,79 / 100,00 |     |                |     |         |         |    |    |    |    |     |     |              |                |
| 2013 | 43,86   | 4       | 35,12 | 3     | 6,01         | -            | 2,95    | -       | 4,77 | -    |                |        | 51,30 / 100,00 |     |                |     |                |     |         |         |    |    |    |    |     |     |              |                |
| 2017 | 65,05   | 7       | 18,64 | 2     | 4,17         | -            | 4,35    | -       | 3,38 | -    | 55,44 / 100,00 |        |                |     |                |     |                |     |         |         |    |    |    |    |     |     |              |                |
| 2021 | 57,01   | 7       | 17,53 | 2     | 2,77         | -            | 5,49    | -       | 3,10 | -    | 7,62           | -      | 1,73           | -   | NC             | NC  | 53,03 / 100,00 |     |         |         |    |    |    |    |     |     |              |                |

### Eleições legislativas
| Data | %     | %     | %     | %    | %     | %     | %        | %     | %    | %     | %    | %   | %       | % | %  | %  |
| Data | PS    | PSD   | CDS   | PCP  | UDP   | AD    | APU/ CDU | FRS   | PRD  | PSN   | B.E. | PAN | PSD CDS | L | CH | IL |
| ---- | ----- | ----- | ----- | ---- | ----- | ----- | -------- | ----- | ---- | ----- | ---- | --- | ------- | - | -- | -- |
| 1976 | 39,31 | 31,98 | 13,42 | 6,61 | 1,53  |       |          |       |      |       |      |     |         |   |    |    |
| 1979 | 32,24 | AD    | AD    | APU  | 2,38  | 45,38 | 14,02    |       |      |       |      |     |         |   |    |    |
| 1980 | FRS   | AD    | AD    | APU  | 1,61  | 47,90 | 10,95    | 32,89 |      |       |      |     |         |   |    |    |
| 1983 | 41,95 | 29,96 | 10,48 | APU  | 1,04  |       | 12,29    |       |      |       |      |     |         |   |    |    |
| 1985 | 22,35 | 33,36 | 6,94  | APU  | 1,58  | 11,22 | 19,98    |       |      |       |      |     |         |   |    |    |
| 1987 | 26,56 | 50,92 | 3,08  | CDU  | 0,91  | 8,58  | 5,45     |       |      |       |      |     |         |   |    |    |
| 1991 | 34,32 | 50,91 | 3,22  | CDU  |       | 5,99  | 0,39     | 1,75  |      |       |      |     |         |   |    |    |
| 1995 | 48,65 | 35,23 | 7,60  | CDU  | 0,61  | 4,82  |          | 0,27  |      |       |      |     |         |   |    |    |
| 1999 | 48,08 | 32,87 | 7,54  | CDU  |       | 6,45  | 0,22     | 1,70  |      |       |      |     |         |   |    |    |
| 2002 | 42,29 | 38,89 | 8,18  | CDU  | 4,75  |       | 2,73     |       |      |       |      |     |         |   |    |    |
| 2005 | 48,71 | 27,11 | 5,84  | CDU  | 6,25  | 7,33  |          |       |      |       |      |     |         |   |    |    |
| 2009 | 39,02 | 28,48 | 8,17  | CDU  | 6,34  | 12,24 |          |       |      |       |      |     |         |   |    |    |
| 2011 | 31,22 | 37,82 | 9,18  | CDU  | 6,89  | 6,83  | 0,94     |       |      |       |      |     |         |   |    |    |
| 2015 | 31,74 | CDS   | PSD   | CDU  | 7,13  | 12,40 | 0,97     | 38,33 | 0,45 |       |      |     |         |   |    |    |
| 2019 | 37,21 | 29,98 | 2,56  | CDU  | 4,95  | 11,71 | 3,37     |       | 0,68 | 0,54  | 1,19 |     |         |   |    |    |
| 2022 | 42,72 | 32,98 | 1,28  | CDU  | 2,68  | 5,76  | 1,48     | 0,86  | 4,23 | 4,23  |      |     |         |   |    |    |
| 2024 | 31,93 | AD    | AD    | CDU  | 29,89 | 1,99  | 5,84     | 2,10  | 2,61 | 14,94 | 5,47 |     |         |   |    |    |

## Economia
Apresenta uma forte dinâmica nas áreas dos serviços e do comércio, bem como nas suas estruturas produtivas, sendo a indústria transformadora a principal fonte de emprego.

## Património
Ovar é um município muito rico em termos de património, tanto natural, como construído.
Património Construído:
Museus:
- Museu e Casa de Júlio Dinis - Uma Casa Ovarense;
- Museu de Ovar;
- Casa-Museu de Arte Sacra da Ordem Franciscana Secular;
- Núcleo Museológico do Grupo Folclórico “As Tricanas de Ovar”;
- Museu Escolar Oliveira Lopes;
- Museu Etnográfico de Válega;
- Núcleo Museológico da Tanoaria Ramalho;
- Núcleo Museológico da Tanoaria “Farramenta”;
- Núcleo Museológico da Ourivesaria Carvalho.

Igrejas e Capelas:
(Tendo em conta apenas as que se encontram na freguesia de Ovar)
- Capelas dos Passos de Ovar(Conjunto de 7 Capelas espalhadas pelo centro histórico da cidade);
- Igreja Matriz de Ovar (S. Cristóvão);
- Capela de Santo António (largo da Câmara Municipal de Ovar);
- Capela de Nossa Senhora da Graça (centro da cidade);
- Capela das Almas (Nossa Senhora do Parto) - Jardim dos Campos;
- Capela do Calvário (S. Pedro)-(última das Capelas dos Passos);
- Capela da Misericórdia;
- Capela de Santa Eufémia (ou de N. Sra da Conceição) - Carril;
- Capela de Santa Catarina (lugar da Ribeira);
- Capela de S. Roque (lugar da Ribeira);
- Capela do Sr. do Poço (lugar da Ribeira);
- Capela de N. Srª da Saúde;
- Capela dos Nunes da Silva;
- Capela de S. Miguel (lugar de S. Miguel);
- Igreja Paroquial do Furadouro (Sr. da Piedade);
- Capela de Nª Sra. da Boa Viagem (Torrão do Lameiro);
- Capela de S. Pedro (Carregal);
- Capela de Santa Marinha (lugar da Marinha);
- Alminhas de Nª Sra. do Livramento (Estrada da Marinha);
- Alminhas de S. José (Cova do Frade);
- Alminhas na Avenida da Régua.

Outros locais de interesse:
- CENÁRIO – Centro Náutico da Ria de Ovar
- Casa da Família Nunes da Silva e capela
- Conjunto formado pela Capela da Senhora do Bom Sucesso e imóvel adjacente do princípio do século XVIII
- Igreja Matriz de Válega, considerada recentemente uma das igrejas mais belas de Portugal

Património Natural:
- Parque Ambiental do Buçaquinho
- Praia do Furadouro
- Praia de Cortegaça
- Praia da Barrinha - Esmoriz
- Praia de São Pedro de Maceda
- Praia do Torrão do Lameiro (Praia dos Marretas)
- Praia Fluvial do Areínho
- Parque Urbano de Ovar

## Turismo

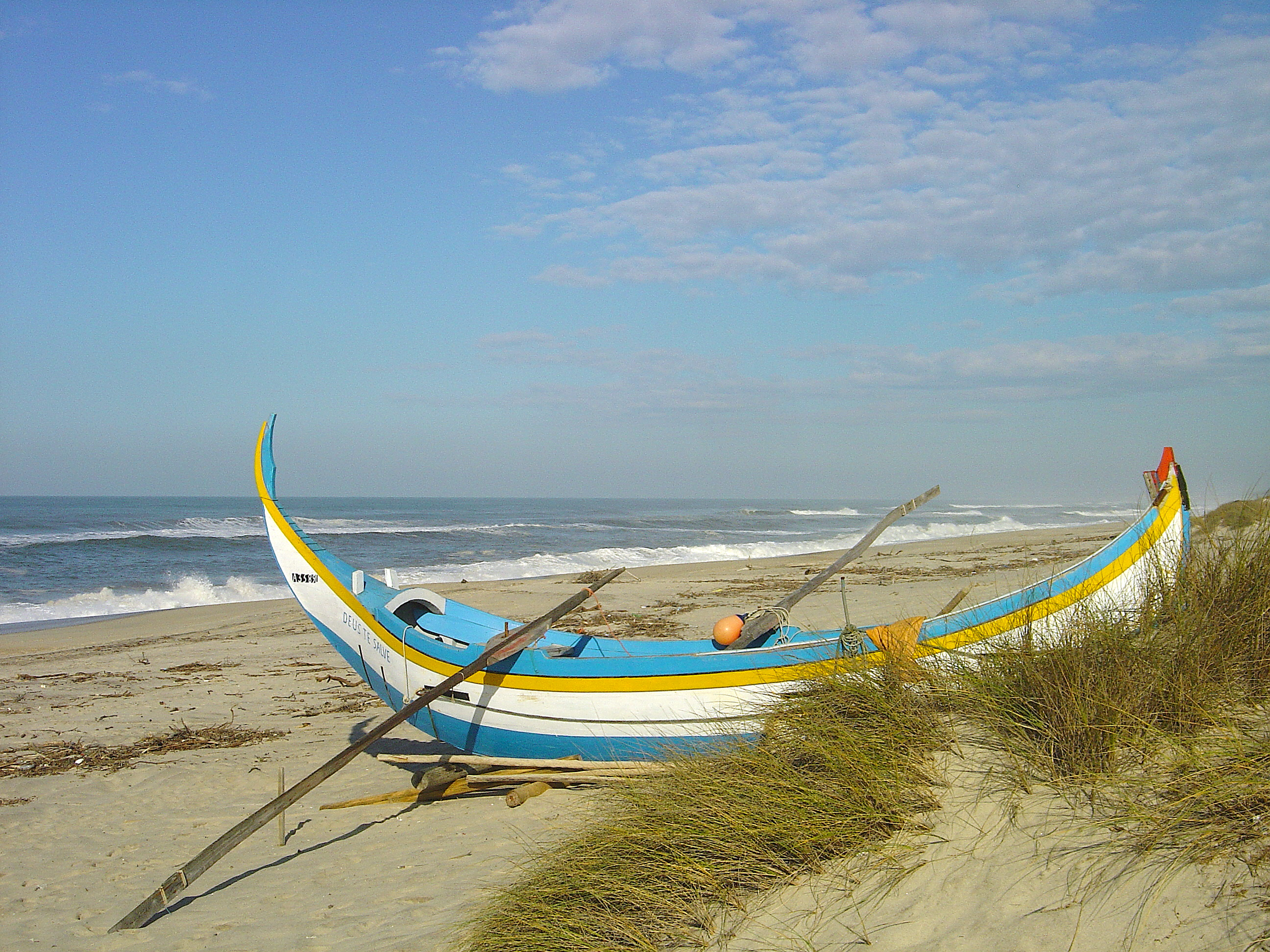
Praia do Furadouro.

O município está integrado na Região de Turismo do Centro de Portugal, fazendo parte da Costa de Prata Portuguesa, constituindo-se numa excelente opção para quem deseja encontrar variedade.
Outro elemento importante no património cultural de Ovar é a utilização do azulejo como componente decorativa na arquitectura local, sendo visível por toda a cidade, por este mesmo motivo, esta cidade é chamada e "Cidade Museu do Azulejo".
Dos elementos naturais de elevado valor ecológico destacam-se o mar, a floresta e a ria, com particular aptidão para o desenvolvimento de actividades ligadas ao turismo e lazer.
A etnografia, a arte e a história marcam a presença em vários monumentos, quase sempre de evocação religiosa, com destaque para as Capelas dos Passos que se encontram classificadas como Monumento de Interesse Nacional. A cidade é denominada "Museu do Azulejo", sendo terra natal do mais famoso boxer do país, Santa Camarão.
Ovar conta com praias e extensos areais, o mar, pinhais e sol, e a ria. Um pouco mais ao norte do município pode ainda observar-se a Barrinha de Esmoriz.
Em 2019, a Praia do Furadouro foi classificada pelo “Porto Gay Circuit” como uma das cinco praias gay-friendly de Portugal, localizada segundo o PortugalGay a norte “uma área gay com nudismo”, conhecida pela prática do cruising
Ovar tem como cidades-irmãs: Elizabeth (Estados Unidos), João Pessoa (Brasil), Moraleja (Espanha), Pernik (Bulgária), Peso da Régua (Portugal), Pithiviers (França) e São Nicolau Tolentino (Cabo Verde).

## Cultura

### Carnaval

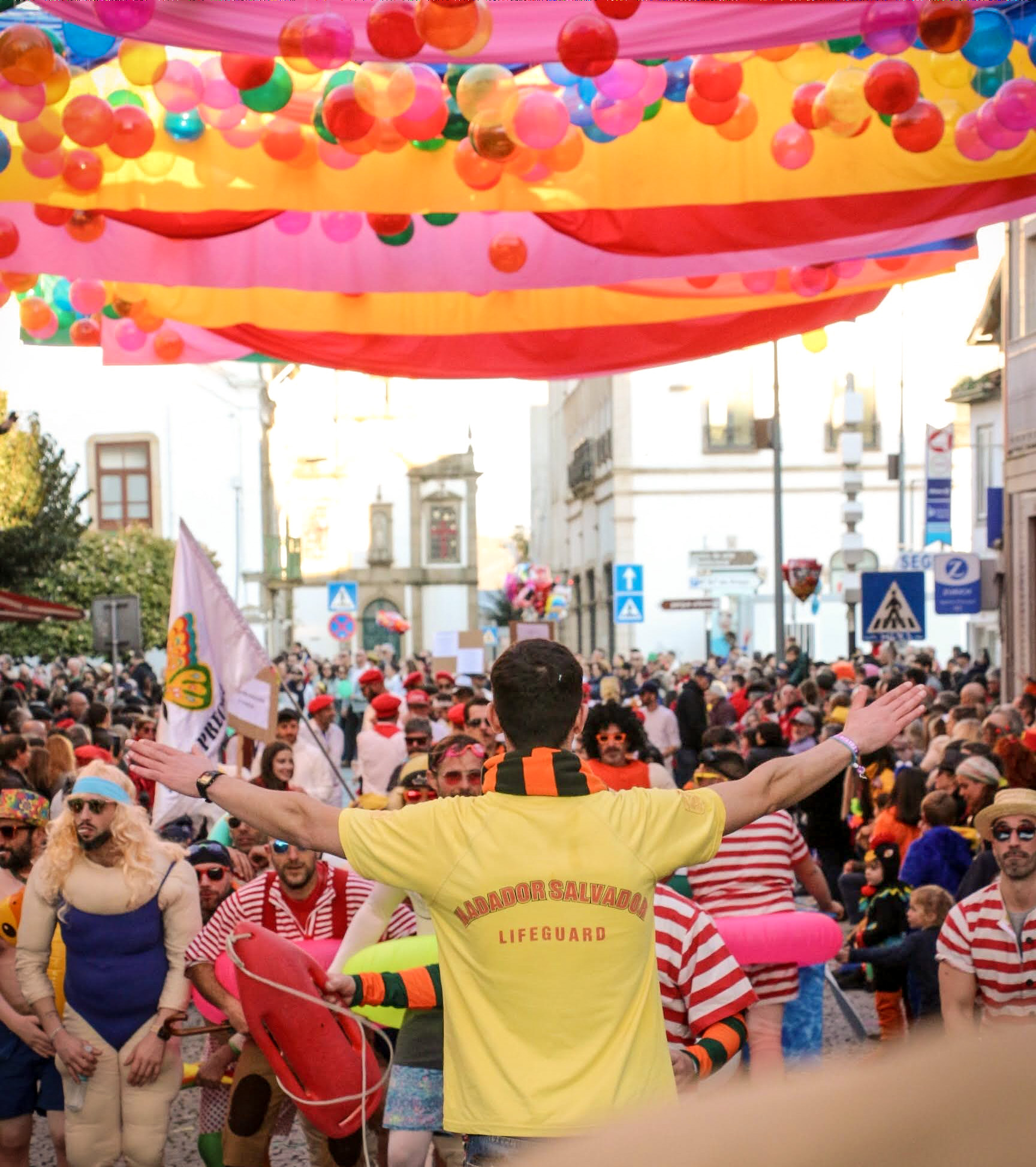
Carnaval de Ovar (Chegada do Rei), em 2023.

A cidade de Ovar é muito conhecida pelo seu Carnaval, que se realiza de forma organizada, desde 1952.
Todos os anos, os cortejos de Carnaval atraem milhares de visitantes, num evento que conta com a participação de cerca de 2000 figurantes, organizados em quatro Escolas de Samba, catorze Grupos Carnavalescos e seis Grupos de Passerelle.

### Desporto
Ovar tem uma das melhores equipas de basquetebol de Portugal, a Associação Desportiva Ovarense, com vários títulos a nível nacional, tendo sido, por exemplo, várias vezes campeã nacional. Além de ser uma excelente equipa no Basquetebol profissional, a Ovarense aposta fortemente na formação, tendo já conseguido alcançar, por exemplo, 30 Títulos Distritais Masculinos(último nos finais de Janeiro, pelos SUB-14), 10 Títulos Distritais Femininos.

### Gastronomia
Em matéria gastronómica, destacam-se o Pão de Ló de Ovar (o "ex libris" da cidade, com tradição de mais de dois séculos), e a doçaria conventual, onde pontificam os ovos moles e a rosca de ovos.
Sendo terra de gentes do mar, os pratos de peixe são típicos, com destaque para as caldeiradas de peixe e de enguias - esta última uma importante referência na gastronomia vareira - e as enguias de escabeche.

### Literatura
O escritor Júlio Dinis viveu os seus últimos anos de vida em Ovar, onde redigiu "As Pupilas do Senhor Reitor" e esboçou "A Morgadinha dos Canaviais". No Verão de 1863, já diagnosticado com tuberculose, veio para Ovar apanhar o ar da brisa marítima e descansar, ficando hospedado na Casa dos Campos, propriedade de sua tia paterna, D. Rosa Zagalo Gomes Coelho. Faleceu, vítima de tuberculose em 1871, com 31 anos de idade e encontra-se sepultado no Porto.

### Música

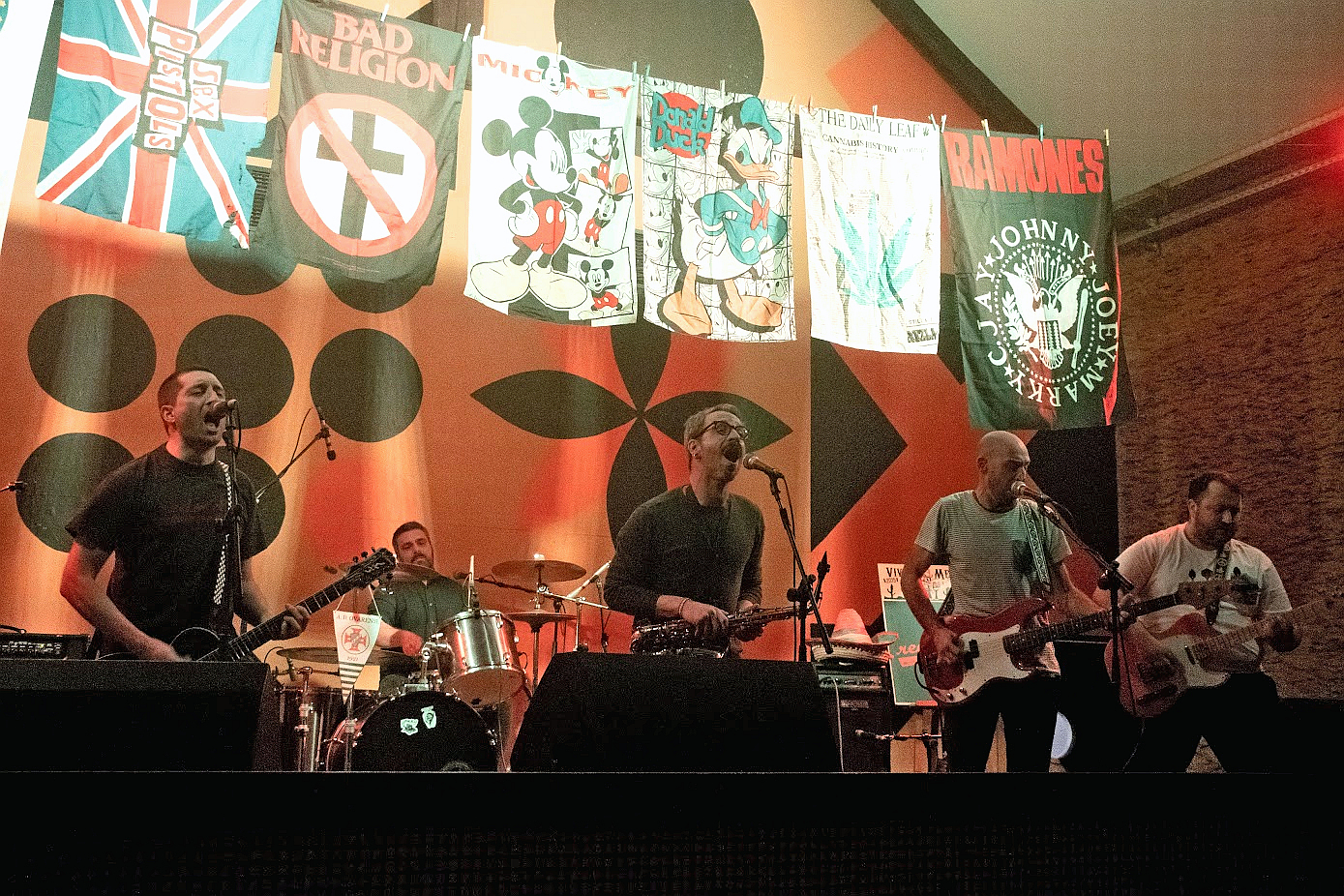
Redsocks, em 2025.

Dos músicos originários de Ovar, destacam-se os seguintes:
- Estriknina — banda punk;
- Hippies Alive — banda de covers do Grupo Carnavalesco Os Hippies;
- Meio-Irmão — banda pop rock;
- Pevides de Cabaça — banda rock;
- Redsocks — banda punk/ska).

### Tradições
O município é particularmente rico em tradições, principalmente as de carácter religioso. As mais importantes são as chamadas Procissões Quaresmais, um conjunto de 5 procissões que acontecem no tempo que se sucede ao Carnaval, a Quaresma. São elas a Procissão dos Terceiros (sempre no 2º Domingo da Quaresma), a dos Passos (no 4º Domingo da Quaresma), a do Terro-Terro, vulgarmente conhecida como procissão do Ecce-Homo (que acontece sempre na Quinta-feira Santa à noite), a Via-Sacra no início da manhã de Sexta-feira Santa e à noite desse mesmo dia a Procissão do Enterro do Senhor. Estas Procissões sofreram inúmeras alterações na sua própria constituição ao longo dos séculos, num entanto chegam aos nossos dias ainda como uma das principais manifestações de fé da Cidade, contando já com mais de 400 anos de história.
Uma outra tradição secular é o "Cantar os Reis", que ocorre anualmente em torno do dia 6 de Janeiro.
Pelas diversas freguesias do município vão acontecendo também todos os meses as festividades e/ou romarias religiosas dos diversos padroeiros dos diferentes lugares, por exemplo, na freguesia de Ovar a festa de Nossa Senhora do Parto, no jardim dos Campos, no 1º Domingo de Agosto (a última vez que se realizou foi no ano de 2011, encontrando-se atualmente interrompida), a festa de Santa Catarina no lugar da Ribeira a 25 de Novembro, ainda se realiza o programa de cariz religioso neste mesmo dia, num entanto, tal como muitas outras, foi uma festa que sofreu com a falta de dinheiros e atualmente não se realiza com o vigor de outros tempos; a festa de S. Miguel no lugar de S. Miguel de Ovar (também não se realiza todos os anos pelo mesmo motivo da anterior, sendo que a sua última edição ocorreu em 2015).
Num entanto, se estas perderam a força de outrros tempos, outras continuam extremamente implantadas na tradição, como a festa de N. Sra da Ajuda em Guilhovai (freguesia de S.João de Ovar), sempre no 2º fim-de-semana de Junho, as chamadas "Festas do Mar" que ocorrem pelas diferentes praias do município seguindo sempre o mesmo plano: na Praia de Esmoriz, no último fim-de-semana de Agosto, as festas em honra de Nossa Senhora da Boa Viagem e do Senhor dos Aflitos e nesta mesma data, no lugar do Torrão do Lameiro a festa em honra de Nossa Senhora da Boa Viagem, na semana seguinte realizam-se as festas da Praia de Cortegaça, em louvor a Nossa Senhora da Nazaré, e na semana a seguir a esta, ou seja no segundo fim-de-semana de Setembro, na Praia do Furadouro (a praia da cidade de Ovar) as festas em honra do Nosso Senhor e Nossa Senhora da Piedade.
As "Festas do Mar" são um importante cartaz turístico do município e atualmente são as festas de cariz religioso que mais visitantes atraem, talvez pelos seus programas onde se encontram sempre importantes referências da atualidade musical portuguesa e mesmo pelos divertimentos e os grandes espetáculos pirotécnicos que ocorrem nestas ocasiões pelas diferentes praias.

## Ovarenses Notáveis
- Ver Categoria:Naturais de Ovar

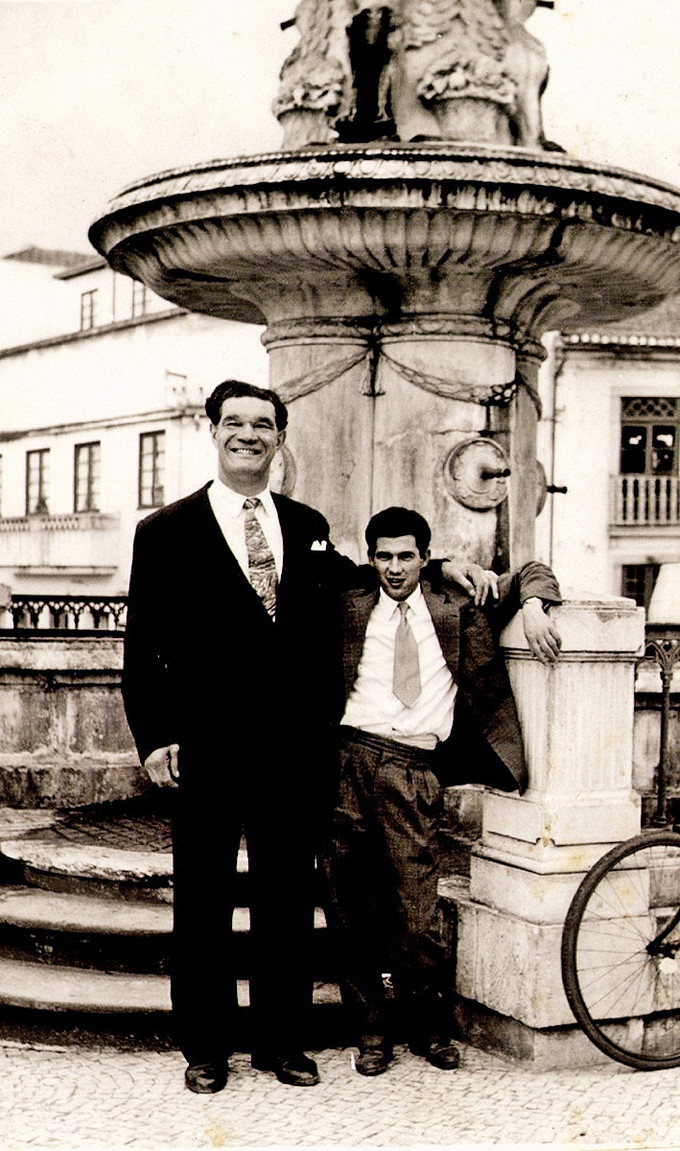
Santa Camarão é considerado o maior pugilista português de todos os tempos.

As seguintes personalidades são naturais ou estão intimamente ligadas à cidade/município de Ovar:
- António Bernardino de Carvalho — Advogado, Político, Escritor, Juiz. Pai de Licínio de Carvalho, Oficial-Maior das Secretarias do Reino, Secretário da Sub-Prefeitura da Feira, Juiz em Ovar e Santo Tirso e Governador Civil do Distrito de Aveiro;
- António Dias Simões — Historiador, Poeta, Dramaturgo;
- António do Nascimento da Costa e Silva — Tenente-General, 1º Visconde de Ovar. Comandante e combatente em todas as campanhas da Guerra Peninsular e na Revolução Liberal;
- Comendador António Maria Augusto da Silva — Empresário, Benemérito. Financiou o revestimento em azulejo da fachada da Igreja Matriz de Válega;
- António Valente da Fonseca — Bispo de Vila Real;
- Bernardo António Pereira Zagalo — Marechal de Campo graduado. Oficial da Ordem de Torre e Espada, Comandante do Batalhão Académico da Universidade de Coimbra Comandante e Combatente na Guerra Peninsular;
- Fernando Raimundo Rodrigues — Primeiro Presidente da Câmara Municipal de Ovar eleito após o 25 de abril. Deputado da Assembleia da República, Governador Civil do Distrito de Aveiro, Presidente da Associação Desportiva Ovarense;
- Francisco de Oliveira Gomes Ramada — Empresário, Benemérito;
- Francisco Marques da Silva, (Benemérito) — Presidente e Benemérito da Associação Desportiva Ovarense, da Santa Casa da Misericórdia e dos Bombeiros Voluntários de Ovar;
- Francisco Zagalo — Médico, principal impulsionador para a criação da Santa Casa da Misericórdia de Ovar e Patrono do atual Hospital de Ovar;
- Hélder Reis - apresentador de televisão e escritor;
- Iva Lamarão - Apresentadora de televisão;
- Januário Godinho, (Arquitecto) — Importante arquiteto modernista;
- João José da Silveira — Médico que serviu de inspiração para a personagem “João Semana”, da obra “As Pupilas do Senhor Reitor”, de Júlio Dinis;
- José d’Oliveira Lopes — Empresário, Benemérito. Fundador da Escola (atual museu) “Oliveira Lopes”, em Válega, mandada construir, juntamente com o seu irmão, com os seus patrocínios. Fez parte dos fundadores da Misericórdia de Ovar;
- Licínio Fausto Cardoso de Carvalho — Dramaturgo, Secretário da Junta Provisória de Governo;
- Manoel José d’Oliveira Lopes — Empresário, Benemérito. Fundador da Escola (atual museu) “Oliveira Lopes”, em Válega, mandada construir, juntamente com o seu irmão, com os seus patrocínios. Fez parte dos fundadores da Misericórdia de Ovar;
- Manuel de Oliveira Arala e Costa — Autarca e Deputado. Principal responsável pelo desenvolvimento das infraestuturas rodoviárias e abastecimento de águas do concelho de Ovar, incluindo a rua que liga a antiga vila ao Furadouro e o Chafariz “Neptuno";
- Manuel Eliano Gomes Férrer — Padre, Benemérito. Emigrado no Brasil durante grande parte da sua vida, onde adquiriu uma avultada fortuna, doou-a em testamento à Santa Casa da Misericórdia de Ovar;
- Maria Albertina Soares de Paiva — Fadista, Atriz;
- Miguel Augusto de Oliveira — Pároco, Jornalista, Escritor, Historiador;
- Santa Camarão, (Pugilista) — Considerado o maior pugilista Português de todos os tempos;[55]
- Sérgio Praia - Ator.